# Cicurina platypus
Cicurina platypus là một loài nhện trong họ Dictynidae.
Loài này thuộc chi Cicurina. Cicurina platypus được miêu tả năm 2004 bởi Cokendolpher.